# Віро (Естонія)
Віро (ест. Viro) — село в Естонії, входить до складу волості Меремяе, повіту Вирумаа.